# Cyklistická trasa řeky Odry
Cyklistická trasa řeky Odry, nazývaná také Cyklistická stezka Odry, polsky Rowerowy Szlak Odry, německy Oder-Radweg a mezinárodně/anglicky nazývaná Greenway Oder River Trail, je dálková značená cyklistická trasa podél veletoku Odra v Polsku. Nachází se ve Slezském vojvodství, Opolském vojvodství, Dolnoslezském vojvodství, Velkopolském vojvodství a Lubušském vojvodství, přičemž částí úseku vede kolem německo-polské strátní hranice. Dolní část úseku vede Horním a Dolním Slezskem.

## Historie a popis
Cyklistická trasa řeky Odry vedé údolím řeky Odry od místa, kde Odra vstupuje na území Polska, až po ústí řeky Warty s cílem poukázat na přírodní a kulturní dědictví údolí Odry. Stezka byla postavena v roce 2005 z iniciativy ekologické nadace „Zielona Akcja” (Zelená akce) z Lehnice. Nejprve cyklostezka spojovala pouze Wrocław (Vratislav) a Głogów (Hlohov). Převážně vede paralelně po obou březích řeky Odry.

### Trasa
Trasa je dělena na několik úseků:
1. Rowerowy Szlak Odry - odcinek Olza-Malina (Greenway Oder River Trail - Part South)
Trasa, která vede Ratibořskou kotlinou, začíná v Chałupkách, Zabełkowě či Olze a pokračuje na polder Buków - Krzyżanowice - Tworków -  Bieńkowice -  polder Racibórz Dolny - Ratiboř - Miedonia - Brzeźnica - Ligota Książęca - Łubowice - Grzegorzowice - Slawików. Pak je trasa přerušená a pokračuje z blízkého Kandřína-Kozlí do Raszowa - Krasowa - Leśnica - Góra Świętej Anny - Ligota Dolna - Sprzęcice - Kamień Śląski - Kosorowice a Malina.
2. Rowerowy Szlak Odry - odcinek Opole-Wrocław (Greenway Oder River Trail - Part Opole-Wrocław)
Trasa vede Pradolinou Wrocławskou, začíná v Opolí a pokračuje na Żelazna - Niewodniki - Narok - Golczowice - Mikolin - Skorogoszcz - Wronów - Kopanie - Kruszyna - Brzeg - Brzezina - Lipki - Ścinawa Polska - Oława - Siedlce - Zakrzów - Kotowice - Siechnice - Blizanowice a Trestno u Wrocławi.
3. Rowerowy Szlak Odry - odcinek Wrocław-Nowa Sól (Greenway Oder River Trail - Part Wrocław-Nowa Sól)
Trasa vede z vesnice Brzezina u Wrocławi a pokračuje na - Gosławice - Prężyce - Lenartowice - Księginice - Głoska - Brzeg Dolny - Pysząca - Pogalewo Małe - Pogalewo Wielkie - Grodzanów - Prawików - Lubiąż - Prochowice - Dziewin - Krzyżowa - Ścinawa - Przychowa - Buszkowice - Ciechłowice - Chobienia - Radoszyce - Chełm - Leszkowice - Kotowice - Wietszyce - Wojszyn - Zabornia - Głogów (Hlohov) - Żukowice - Brzeg Głogowski - Czerna - Dobrzejowice - Drogomil - Bytom Odrzański - Tarnów Bycki - Kiełcz - Stara Wieś - Nowa Sól.  
4. Rowerowy Szlak Odry - odcinek Nowa Sól-Kostrzyn nad Odrą (Greenway Oder River Trail - Part Nowa Sól-Kostrzyn nad Odrą)
Trasa vede z města Nowa Sól a pokračuje na Bojadła - Krosno Odrzańskie - Kłopot - Słubice - Kostrzyn nad Odrą. 

## Další informace
Cyklistická stezka je celoročně volně přístupná. Společně se stezkou Szlak Zielona Odra a mezinárodní cyklotrasou R-66 tvoří úsek, který vede až k Baltskému moři. Navazuje, nebo se prolíná s řadou dalších cyklostezek, Polska, Německa a Česka, například Cyklotrasa Odra–Nisa, Stezka Horní Odry aj.

## Galerie

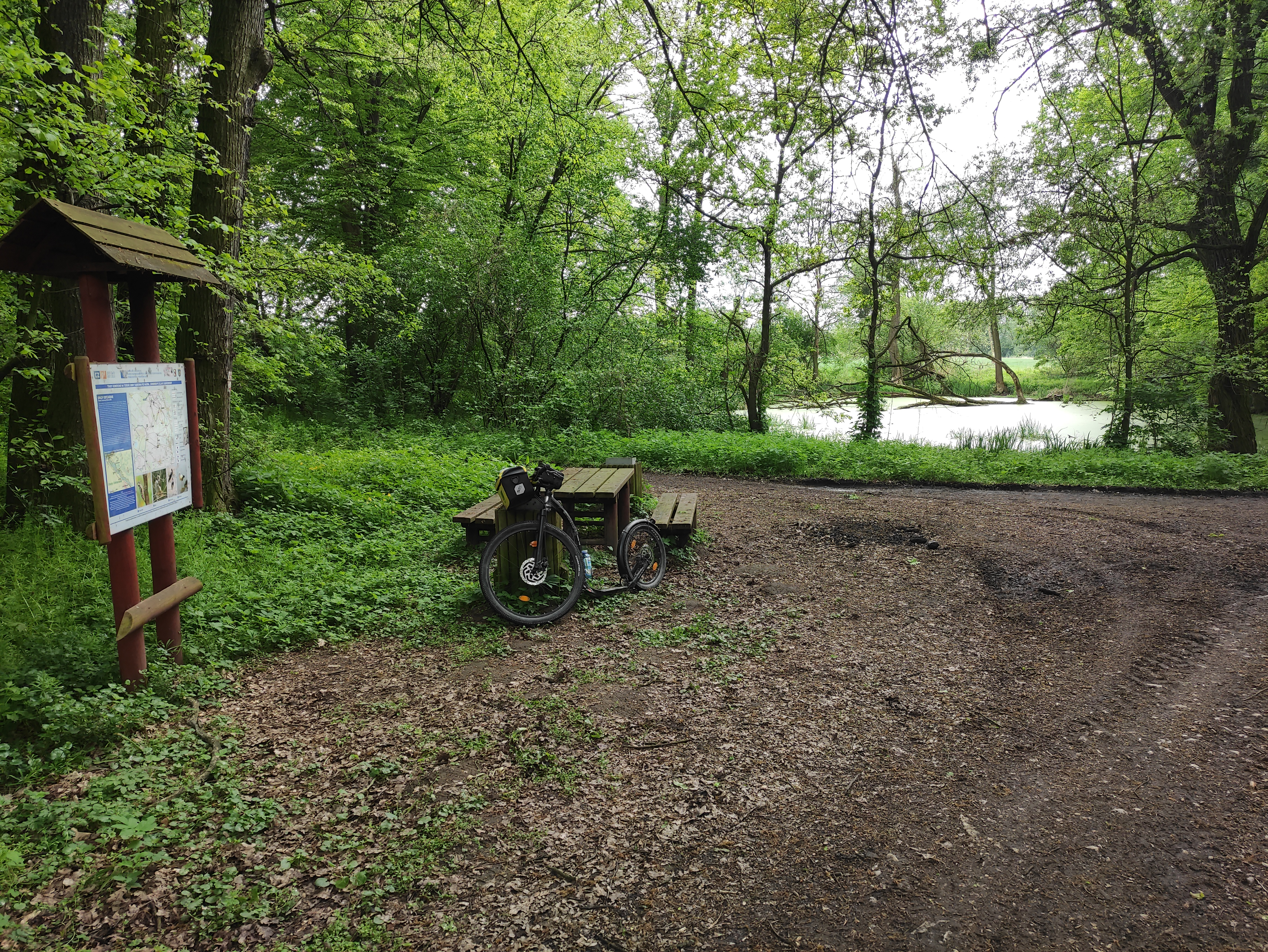
Koloběžka u odpočívadla
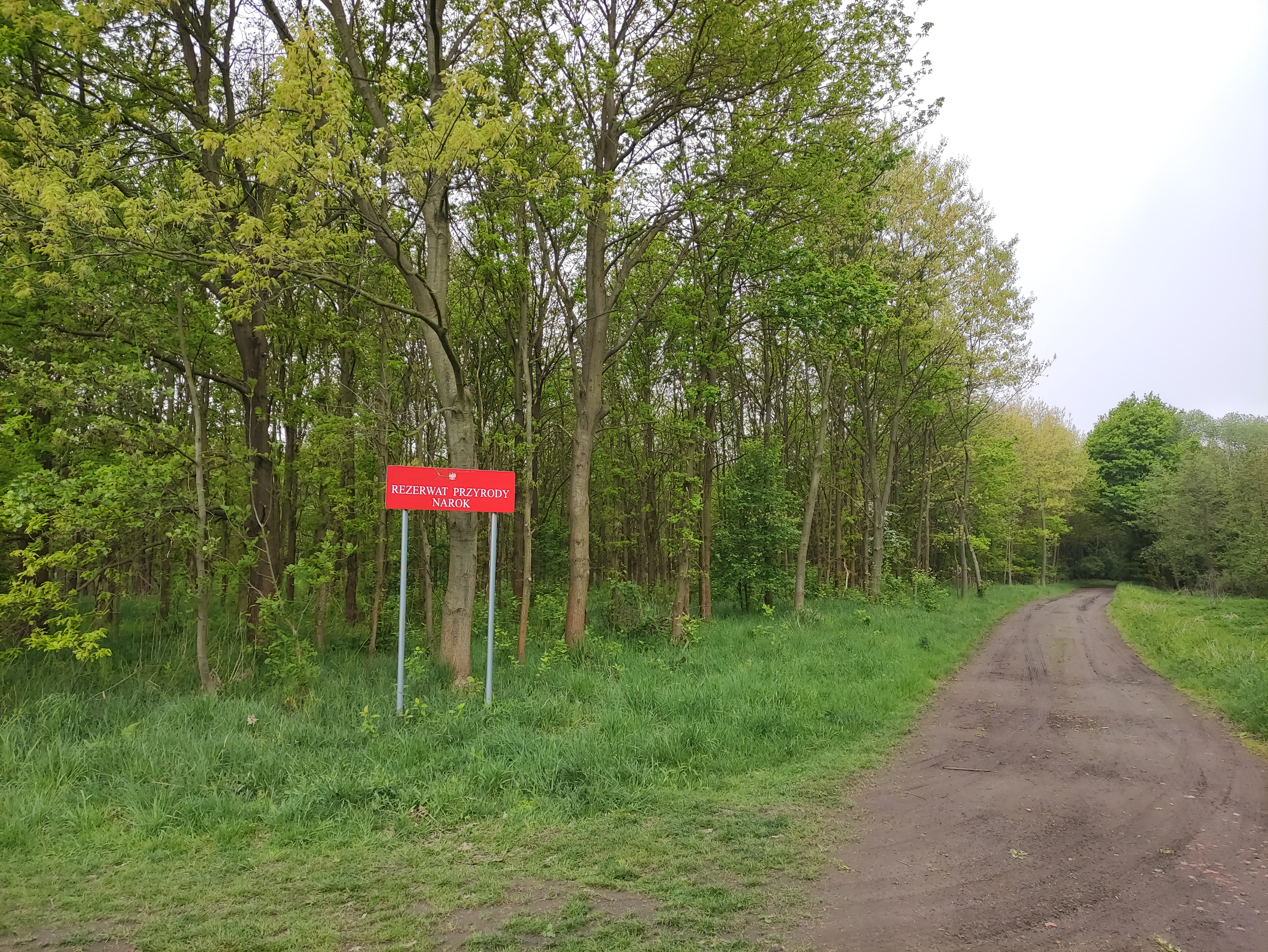
Stezka přes Rezerwat Przyrody Narok
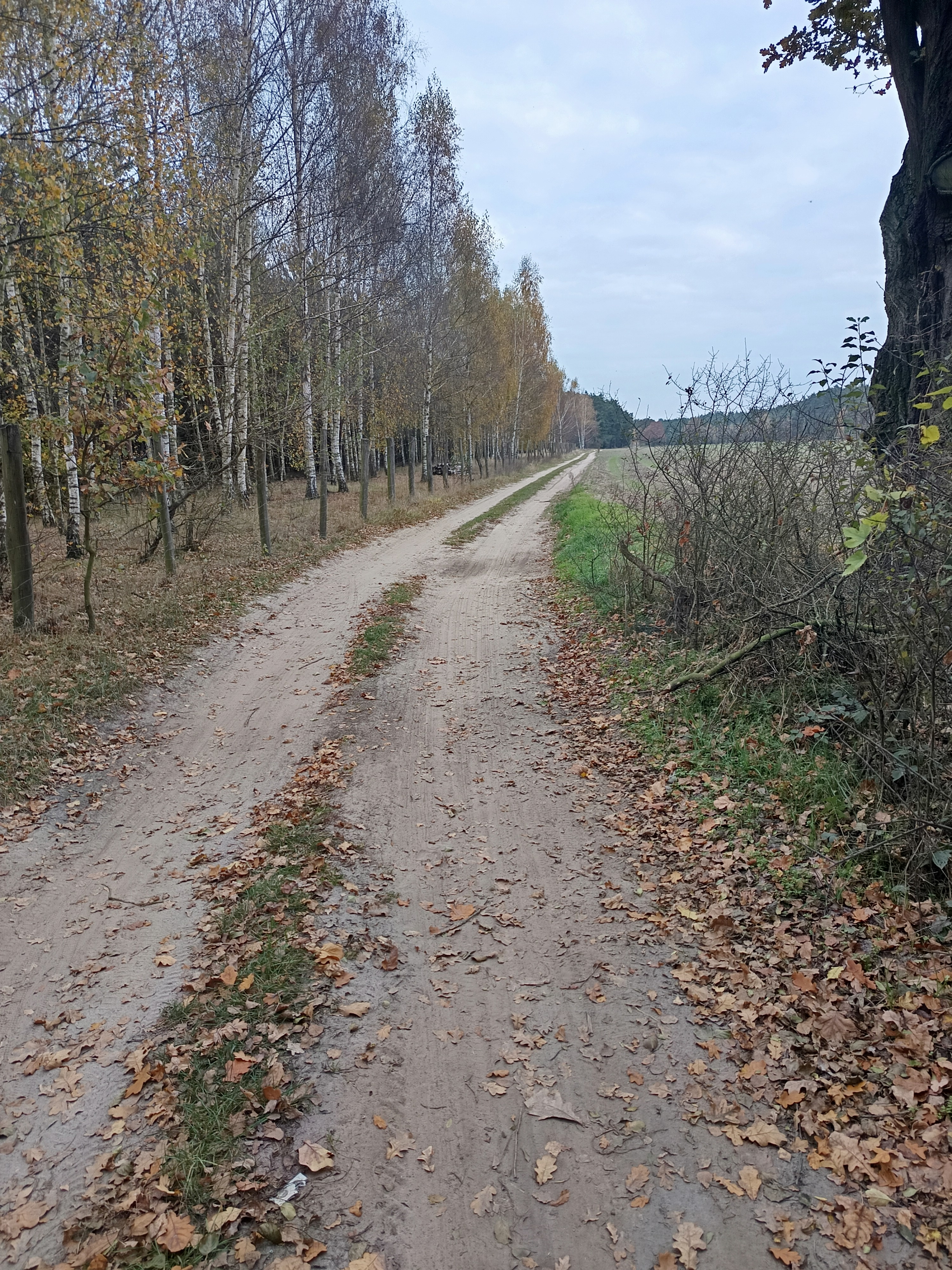
Stezka, Tarnów Bycki
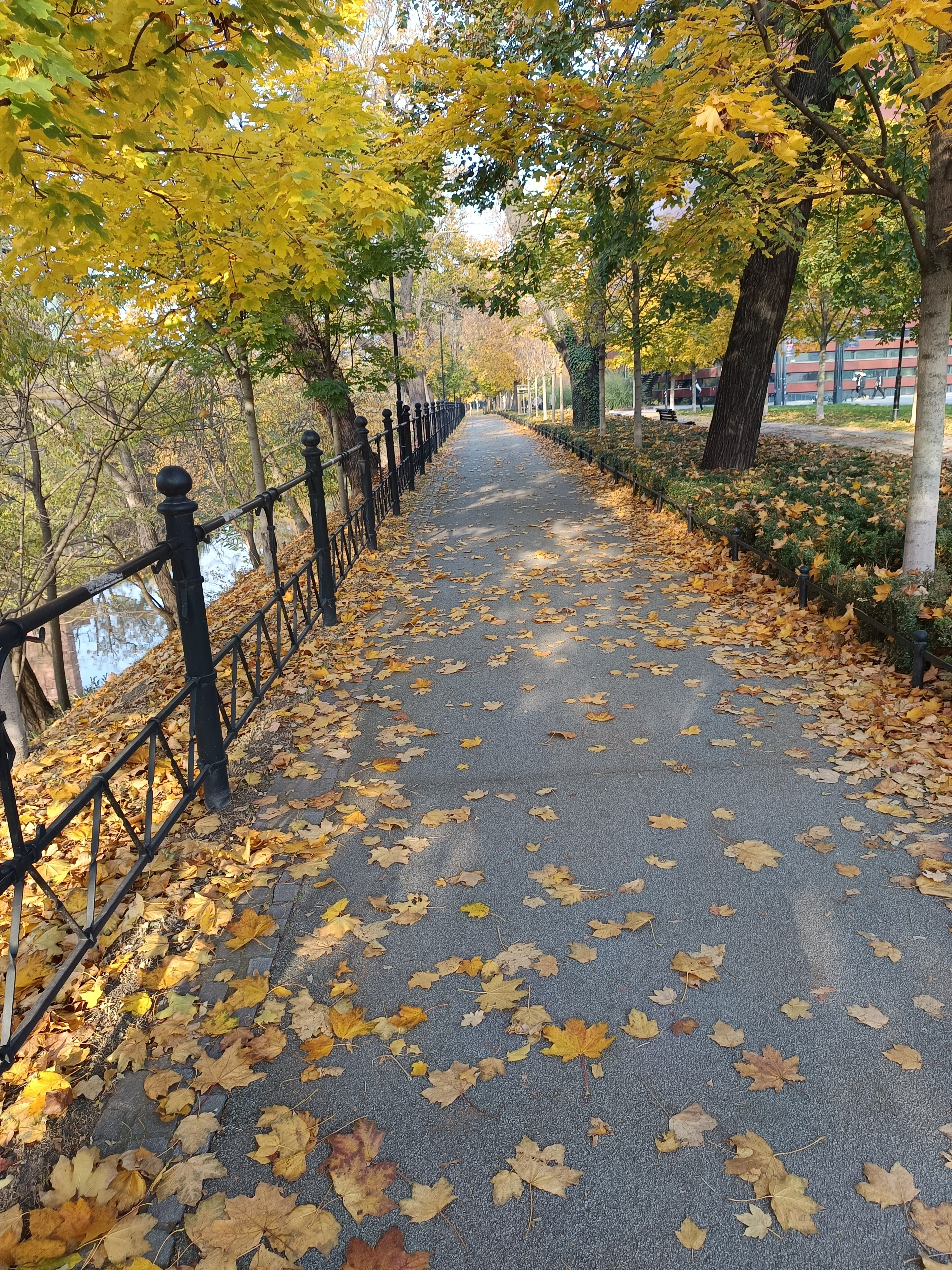
Stezka ve Wroclawi
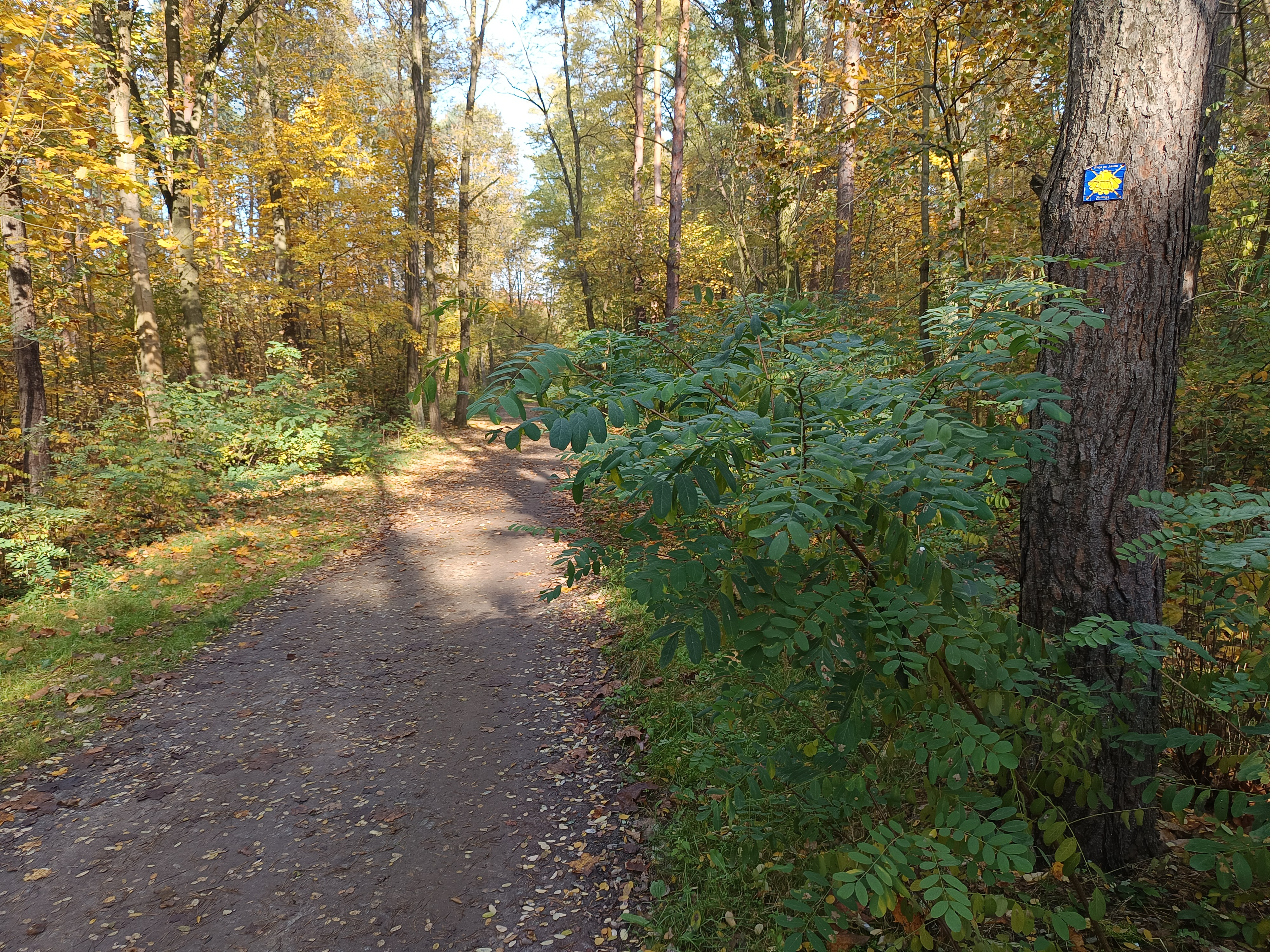
Stezka, Leśnica